# SELECTION 1978-81
『SELECTION 1978-81』（セレクション 1978-81）は、1981年9月1日に発売されたオフコース通算2作目のベスト・アルバム。

## 解説
6作目『FAIRWAY』から8作目『We are』までのオリジナル・アルバムからだけでなく、シングルのみでリリースされた作品も収録したメンバー自選によるベスト・アルバム第2弾。
全11曲中『We are』からの4曲と「I LOVE YOU」を除くA-1,2,3,5,6,B-2はビル・シュネーがミックスダウンし直している。
歌詞カードはポケットブック仕様。各ページには歌詞の他、それぞれの曲がリリースされたのとほぼ同時期のメンバー写真や、イメージフォトがレイアウトされている。
アルバム『Three and Two』以来ジャケットにデザインされてきた“Three and Two”を併せた、すべて大文字のグループ名のロゴは、このアルバムで最後となった。

## 収録曲

### SIDE A
1. 風に吹かれて (4'09")
  - 小田和正 作詞・作曲
  - 1979年6月5日発売 シングル
  - ドラムが差し替えられ、ピッチも若干上げられている。
2. 夏の終り (3'46")
  - 小田和正 作詞・作曲
  - 1978年10月5日発売 アルバム『FAIRWAY』[注釈 1]より
3. 愛を止めないで (3'41")
  - 小田和正 作詞・作曲
  - 1979年1月20日発売 シングル
  - シンセサイザーによるイントロがカットされ、コーラスが差し替えられている。
4. せつなくて (4'30")
  - 大間仁世・松尾一彦 作詞、松尾一彦 作曲
  - 1980年11月21日発売 アルバム『We are』[注釈 2]より
  - フェードアウトのタイミングが若干早い。
5. 生まれ来る子供たちのために (4'53")
  - 小田和正 作詞・作曲
  - 1979年10月20日発売 アルバム『Three and Two』[注釈 3]より
6. さよなら (5'00")
  - 小田和正 作詞・作曲
  - 1979年12月1日発売 シングル

### SIDE B
1. Yes-No (4'59")
  - 小田和正 作詞・作曲
  - 1980年6月21日発売 シングル
  - 『We are』[注釈 2]収録のアルバム・バージョンに富樫要によるフリューゲルホルンのイントロが編集で加えられている。結果としてアルバム・バージョンより約30秒長くなり、シングル・バージョンから約20秒短くなっている。
2. 愛の終わる時 (5'11")
  - 鈴木康博 作詞・作曲
  - 1980年6月21日発売 シングル
  - 間奏部が約11秒ほど編集されている。
3. 一億の夜を越えて (4'19")
  - 安部光俊 作詞、鈴木康博 作曲
  - 1980年11月21日発売 アルバム『We are』[注釈 2]より
  - オープニングの大間ジローによるカウントがカットされている。
4. いくつもの星の下で (4'22")
  - 鈴木康博 作詞・作曲
  - 1980年11月21日発売 アルバム『We are』[注釈 2]より
5. I LOVE YOU (5'02")
  - 小田和正 作詞・作曲
  - 1981年6月21日発売 シングル

## クレジット
| Produced & Arranged by            |
| OFF COURSE                        |
| KAZUMASA ODA                      |
| YASUHIRO SUZUKI                   |
| HITOSHI SHIMIZU                   |
| KAZUHIKO MATSUO                   |
| HITOSE “Jiro” OMA                 |
|                                   |
| Executive Producer                |
| TOSHIFUMI MUTOH                   |
|                                   |
| Director                          |
| MASAHIKO INA                      |
|                                   |
| Recording & Mixing Engineer       |
| RYOJI HACHIYA                     |
| SHIROH KIMURA                     |
| BILL SCHNEE                       |
|                                   |
| Recording & Mixing Studio         |
| FREEDOM STUDIO                    |
| TOSHIBA-EMI STUDIO                |
| CHEROKEE STUDIO                   |
| HITOKUCHIZAKA STUDIO              |
| Mastering Engineer                |
| SHIROH KIMURA                     |
| RYOJI HACHIYA                     |
| Mastering Studio                  |
| TOSHIBA-EMI STUDIO                |
| FREEDOM STUDIO                    |
|                                   |
| Manager                           |
| KAZUHIKO NISHIZAWA                |
| HIROSHI “MAJO” UENO               |
| KAZUTOYO KOUCHI                   |
| KANAME TOGASHI                    |
|                                   |
| Graphic Concept, Design           |
| HIROYUKI FUKUSATO                 |
| NOBUYOSHI MINEGISHI               |
| Photography                       |
| JIN “TAMJIN” TAMURA               |
| TAKANORI MAWATARI                 |
| (OFF COURSE FAMILY)               |
| TAMOTSU IKEDA                     |
|                                   |
| Special Thanks to                 |
| TOSHIBA-EMI NITTA GROUP           |
| PACIFIC MUSIC PUBLISHING CO.,LTD. |
| FAIRWAY MUSIC CO.,LTD.            |
| OFF COURSE FAMILY                 |

## TOCT-25643, TOCT-95043

### 解説
2005年、レコード・デビュー35周年にあわせ“オリジナル・アルバム15タイトル紙ジャケット・シリーズ”としてエキスプレス・レーベル在籍中のオリジナル作品がリイシュー。24ビット・デジタル・リマスタリング、オリジナルLP装丁を復刻した紙ジャケット仕様にてリリースされた。2009年にはSHM-CDフォーマット、通常のプラ・ケース仕様で再発された。ポケットブック仕様の歌詞カードは、オリジナル・アナログ盤では製本用にページが印刷されていたが、復刻盤では曲順に並べ変えられている。

### 収録曲
1. 風に吹かれて
2. 夏の終り
3. 愛を止めないで
4. せつなくて
5. 生まれ来る子供たちのために
6. さよなら
7. Yes-No
8. 愛の終わる時
9. 一億の夜を越えて
10. いくつもの星の下で
11. I LOVE YOU

### クレジット
- リマスタリング・エンジニア：相川洋一 (ローリング・サウンド・マスタリング)
- ジャケット資料協力：喜多雅美 (サウンドステーション)
- ライナーノーツ：田家秀樹

## リリース履歴
| # | 発売日         | リリース                                 | 規格   | 品番       | 備考                                                                 |
| - | -------------- | ---------------------------------------- | ------ | ---------- | -------------------------------------------------------------------- |
| 1 | 1981年9月1日   | エキスプレス ⁄ 東芝EMI                   | LP     | ETP-90106  | 歌詞カードはポケットブック仕様。                                     |
| 1 | 1981年9月1日   | エキスプレス ⁄ 東芝EMI                   | CT     | ZT28-1043  | カセット同時発売。                                                   |
| 2 | 1983年11月21日 | エキスプレス ⁄ 東芝EMI                   | CD     | CA35-1007  | 初CD化（以降全てアーティスト非監修による再発）。                     |
| 3 | 1985年9月28日  | エキスプレス ⁄ 東芝EMI                   | CD     | CA32-1165  | 品番および価格改定。                                                 |
| 4 | 1993年11月24日 | エキスプレス ⁄ 東芝EMI                   | CD     | TOCT-8206  | 音蔵シリーズでの再発。                                               |
| 5 | 1998年2月25日  | エキスプレス ⁄ 東芝EMI                   | CD     | TOCT-10096 | Q盤シリーズでの再発。                                                |
| 6 | 2000年12月6日  | エキスプレス ⁄ 東芝EMI                   | CD     | TOCT-10741 | 20世紀名盤シリーズでの再発。                                         |
| 7 | 2005年3月24日  | エキスプレス ⁄ 東芝EMI                   | CD     | TOCT-25643 | 紙ジャケット仕様。24ビット・デジタル・リマスタリング音源による再発。 |
| 8 | 2009年1月21日  | エキスプレス ⁄ EMIミュージック・ジャパン | SHM-CD | TOCT-95043 |                                                                      |